# La Democracia (Escuintla)
La Democracia è un comune del Guatemala facente parte del dipartimento di Escuintla.